# 바이킹 (스타크래프트)
바이킹(영어:Viking)은 스타크래프트 2 종족인 테란의 유닛이다. 우주공항에서 생산이 가능한 유닛이다.

## 특징
바이킹은 스타크래프트 2에서 새롭게 추가된 유닛이다. 전작의 스타크래프트와 리마스터 버전인 스타크래프트 리마스터에 등장하는 망령, 골리앗을 대체하는 유닛으로 테란의 공중 장악에 있어 핵심적인 유닛으로 활약하는 유닛이 된다. 그래서 바이킹은 공중전을 목적으로 하는 스카이 테란을 구사할 때에 가장 핵심적인 유닛으로 활약하게 된다. 바이킹의 경우는 기본적으로 전투기 모드의 공중 유닛으로 활약하지만 돌격 모드를 통해 지상으로 착륙하여 지상 공격을 하는 유닛으로 활용도 가능하다. 바이킹의 경우 공중 유닛인 전투기 모드에서는 해방선, 밤까마귀, 전투순양함과 조합하여 사용하며 의료선과 밴시의 공중 호위 유닛으로 사용된다. 돌격 모드인 지상 유닛이 되면 크루시오 공성 전차의 호위 유닛으로도 사용이 가능하다. 바이킹을 생산하는데 필요한 선행 조건의 건물은 우주공항으로 우주공항만 지어지면 바로 생산이 가능한 유닛이다. 바이킹의 업그레이드는 우주공항에 애드온된 융합로에서 한다. 우주공항에 애드온된 융합로는 바이킹이 전투 모드로 변환을 더욱 빠르게 해주는 업그레이드인 지능형 제어 장치 업그레이드를 한다. 바이킹을 생산하는데 필요한 자원, 인구수, 생산 시간은 광물:150, 가스:75, 인구수:2 생산 시간:42초이다. 유닛의 능력치는 체력:135, 기본 방어력:0, 전투기 모드시 공대공 공중 공격:기본 10에 중잡갑 상대론 14의 추가 대미지, 돌격 모드시 지대지 지상 공격:기본 12에 기계 유닛 상대론 20의 추가 대미지의 능력치를 가지고 있다. 스타크래프트 2의 캠페인, 협동전에서는 망령, 골리앗, 발키리와도 조합이 가능하며 이를 토대로 막강한 공중전 조합도 가능하다.

## 같이 보기
- 스타크래프트
- 테란